# Friedrich Carl von Gram
Friedrich Carl von Gram (* 5. Februar 1702; † 9. Mai 1782) war ein dänischer Oberhofmarschall, Amtmann und Geheimer Konferenzrat.

## Herkunft
Friedrich Carl von Gram war der ältere von zwei Söhnen des 1684 aus Brandenburg zunächst als Jagdpage nach Dänemark gekommenen Friedrich von Gram (1664–1741) und dessen erster Ehefrau, Henriette geb. de Cheusses († 1704). Friedrich von Gram stieg 1702 zum Hofjägermeister, 1708 zum Staatsrat und 1718 zum Amtmann der Ämter Frederiksborg und Kronborg auf und wurde 1729 zum Geheimrat und 1730 zum königlicher Oberjägermeister ernannt.

## Laufbahn
Friedrich Carl von Gram wurde Ende 1730 vom neuen König Christian VI. zum Hofmarschall ernannt und bereits 1731 mit dem Dannebrogorden ausgezeichnet. 1739 wurde er Oberhofmarschall, und 1741 nach dem Tod seines Vaters als dessen Nachfolger Amtmann von Frederiksborg und Kronborg, bei gleichzeitiger Ernennung zum Geheimrat. König Friedrich V. ernannte ihn 1749 zum Geheimen Konferenzrat und verlieh ihm 1760 den Elefanten-Orden.

## Familie
Friedrich Carl von Gram heiratete am 14. April 1735 Sophie Hedwig von Holstein (* 31. Juli 1716; † 19. Februar 1767). Sie war eine Tochter des dänischen Geheimrats Hans Friedrich von Holstein (1681–1637), aus der Linie Möllenhagen, Grabenitz und Klink des mecklenburgischen Adelsgeschlecht Holstein, und dessen Ehefrau Catrine Marie von Schmiedberg (1678–1764). Der Vater war Hofmeister der unverheiratet gebliebenen Prinzessin Sophie Hedwig von Dänemark (1677–1735), Tochter von König Christian V., auf deren Schloss Vemmetofte, und die Mutter war Hofmeisterin der Prinzessin. Kinder sind nicht bekannt.